# 宗徳寺 (佐倉市)
宗徳寺（そうとくじ）は、千葉県佐倉市にある曹洞宗の寺院。

## 歴史
1403年（応永10年）、原胤高の開基である。原胤高は小弓城の城主であり、その城下に寺を創建した。その後、胤栄の代に居城を臼井城に移したため、一緒に移転した。その際に「長谷山龍雲寺」を合併した。山号の「長谷山」はこれに由来する。
当寺の近くに「権現水」と呼ばれる湧水がある。これは徳川家康が当地を訪れた際に、この水を賞味して10石の寺領を与えたことから名付けられた。

## 交通アクセス
- 京成臼井駅より徒歩15分。